# Costa do Ouro Portuguesa
A Costa do Ouro portuguesa foi uma colónia portuguesa no litoral do Golfo da Guiné, na África Ocidental, em partes do território do actual Gana.

## História
A Costa do Ouro Portuguesa foi descoberta por Fernão Lopes. Que tinha o trabalho de fazer 100 Léguas de costa para a Coroa Portuguesa (482,803 KM) por ano em troca do monopólio do comércio da Guiné. Portanto, dois de seus homens chegaram no local; desta zona exportou-se inicialmente ouro e posteriormente mão de obra escrava, esta sobretudo para o Brasil, para o trabalho das imensas plantações. O local foi nomeado de Costa Da Mina, mas posteriormente para Costa do Ouro.
Os portugueses estabeleceram os seguintes assentamentos no Golfo da Guiné desde 21 de Janeiro de 1482:
- Castelo de São Jorge da Mina, hoje chamado Elmina, capital da colónia.
- Forte de Santo António de Axim (actual Axim)
- Forte de São Francisco Xavier (actual Osu)
- Forte de São Sebastião de Xama (actual Shema)
- Forte de Dom Pedro (atual Biriwa)[2][carece de fontes?]
- Feitoria em Cape Coast (Cape Coast)[carece de fontes?]
- Feitoria entre Amamfro e Mouri (localização desconhecida)[carece de fontes?]
- Feitoria num local chamado Orsoka entre Teshi e Acra (localização desconhecida)[carece de fontes?]
- Fort Duma/Egwira/Apansi em Bamianko, a 20 km de Axim nas margens do rio Ankobra e a 8km de uma mina de ouro chamada Aboasi Hill (forte com localização desconhecida)[carece de fontes?]

A riqueza que fluía da mina da região era tamanha que fez com que os ingleses, dinamarqueses e franceses ficassem muito Interessados no local e alguns deles fizeram posteriormente os seguintes assentamentos:
- Costa do Ouro Sueca
- Costa do Ouro Dinamarquesa
- Costa do Ouro Brandemburguesa (Costa do Ouro Prussiana)

Com isso intensificaram-se a concorrência a partir do século XVI e superando o monopólio português em meados do século.
A 29 de Agosto de 1637 os neerlandeses ocuparam São Jorge da Mina. A 9 de Janeiro de 1642 toda a colónia foi cedida aos neerlandeses que a tornaram parte da sua Costa do Ouro pois Portugal e Espanha eram um único país formando a União Ibérica e como a Espanha ainda estava na Guerra dos Oitenta Anos as colónias Portuguesas ficaram indefesas então a Companhia Holandesa das Índias Orientais ou VOC e a Companhia Holandesa das Índias Ocidentais ou WIC invadiram Territórios Ultramarinos Portugueses como a Própria costa do ouro. Sendo essa parte da guerra chamada de Guerra Luso-Holandesa.

### Capitães de governantes da Costa do Ouro
| Designação oficial | Retrato | Detentor do cargo         | Mandato     | Soberano                |
| Capitão            |         | João da Silveira          | 1518 - 1518 | D. Manuel I             |
| Capitão            |         | Lopo de Brito             | 1518 - 1522 | D. Manuel I D. João III |
| Capitão            |         | Lopo Soares de Albergaria | 1522 - 1524 | D. João III             |
| Capitão            |         | Vago                      | 1524 - 1551 | D. João III             |